# Список министров военно-морского флота Османской империи

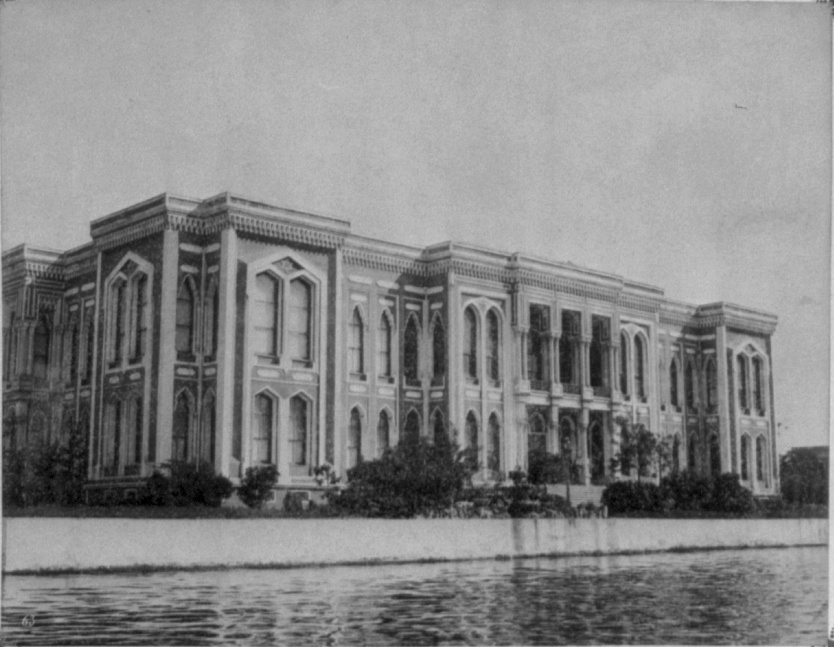
Здание, в котором располагалось Бахрие Незарити. 1880 год.

Министерство военно-морского флота (так называемое Бахрие Незарети) — орган исполнительной власти в Османской империи, пришедший на смену институту капудан-пашей и просуществовавший вплоть до 1922 года. 
До 1867 года Османским флотом управлял каптан-ы дерья (он же капудан-паша). В 1867 году Совет министров провёл ряд реформ, в том числе и в среде военно-морских сил. Было принято решение о создании Министерства военно-морского флота. Министр флота (Бахрие Назырлыгы) отвечал за финансы, строительство кораблей и другую деятельность. В 1922 году министерство прекратило своё существование; задачи министерства стали выполняться непосредственно командованием военно-морских сил.

## Список глав министерства

### XIX век
| Министр                                                    | Вступил в должность | Покинул должность | Происхождение |
| ---------------------------------------------------------- | ------------------- | ----------------- | ------------- |
| Исмаил Хаккы-паша                                          | 1867                | 1868              |               |
| Махмуд Недим-паша (позже великий визирь)                   | 1868                | 1871              | турок         |
| Абдулхамид Ферид-паша                                      | 1871                | 1871              |               |
| Фосфор Мустафа Сыдкы-паша (первый раз)                     | 1871                | 1872              |               |
| Хасан Самих-паша                                           | 1872                | 1872              |               |
| Моралы Ибрагим Халил-паша (первый раз)                     | 1872                | 1872              | грек          |
| Ахмед Эсад-паша (первый раз; позже великий визирь)         | 1872                | 1872              | турок         |
| Фосфор Мустафа Сыдкы-паша (второй раз)                     | 1872                | 1872              |               |
| Мехмед Намык-паша (первый раз)                             | 1872                | 1873              |               |
| Хусейн Авни-паша (позже великий визирь)                    | 1873                | 1873              | турок         |
| Хасан Рыза-паша (первый раз)                               | 1873                | 1873              |               |
| Кайсерили Ахмед-паша (первый раз)                          | 1873                | 1875              |               |
| Ахмед Эсад-паша (второй раз; ранее и позже великий визирь) | 1875                | 1875              | турок         |
| Мехмед Рауф-паша (первый раз)                              | 1875                | 1875              |               |
| Хасан Рыза-паша (второй раз)                               | 1875                | 1875              |               |
| Мехмед Намык-паша (второй раз)                             | 1875                | 1875              |               |
| Хасан Рыза-паша (третий раз)                               | 1875                | 1875              |               |
| Лофчалы Ибрагим Дервиш-паша                                | 1876                | 1876              |               |
| Абдулкерим Надир-паша                                      | 1876                | 1876              | болгарин      |
| Кайсерили Ахмед-паша (второй раз)                          | 1876                | 1877              |               |
| Мехмед Рауф-паша (второй раз)                              | 1877                | 1877              |               |
| Эгинли Мехмед Саид-паша                                    | 1877                | 1878              |               |
| Моралы Ибрагим Халил-паша (второй раз)                     | 1878                | 1878              | грек          |
| Ахмед Весим-паша                                           | 1878                | 1879              | турок         |
| Расим-паша                                                 | 1879                | 1881              |               |
| Бозджаадалы Хасан Хюсню-паша (первый раз)                  | 1881                | 1882              |               |
| Ахмед Ратип-паша                                           | 1882                | 1882              |               |
| Бозджаадалы Хасан Хюсню-паша (второй раз)                  | 1882                | 1903              |               |

### XX век
| Министр                                              | Вступил в должность | Покинул должность | Происхождение   |
| ---------------------------------------------------- | ------------------- | ----------------- | --------------- |
| Мехмед Джелаледдин-паша                              | 1903                | 1907              |                 |
| Хасан Рами-паша                                      | 1907                | 1908              |                 |
| Ализоти Ибрагим Халил-паша (первый раз)              | 1908                | 1908              |                 |
| Ариф Хикмет-паша (первый раз)                        | 1908                | 1909              |                 |
| Хюсейн Хюсню-паша                                    | 1909                | 1909              |                 |
| Али Рыза-паша (министр)                              | 1909                | 1909              | турок           |
| Эмин-паша                                            | 1909                | 1909              |                 |
| Ариф Хикмет-паша (второй раз)                        | 1909                | 1910              |                 |
| Ализоти Ибрагим Халил-паша (второй раз)              | 1910                | 1910              |                 |
| Салих Хулуси-паша (первый раз)                       | 1910                | 1910              | турецкий абхаз  |
| Махмуд Мухтар-паша (первый раз)                      | 1910                | 1911              | турок           |
| Хуршид-паша                                          | 1911                | 1912              |                 |
| Махмуд Мухтар-паша (первый раз)                      | 1912                | 1912              | турок           |
| Чюрюксулу Махмуд-паша                                | 1913                | 1914              | аджарец         |
| Ахмед Джемаль-паша                                   | 1914                | 1918              | турок           |
| Энвер-паша (заместитель Ахмеда Джемаля-паши)         |                     |                   | турок           |
| Рауф бей                                             | 1918                | 1918              | абхаз           |
| Али Рыза-паша (позже великий визирь)                 | 1918                | 1919              | турок           |
| Мехмет Шакир-паша                                    | 1919                | 1919              |                 |
| Ахмед Авни-паша                                      | 1919                | 1919              |                 |
| Салих Хулуси-паша (второй раз; позже великий визирь) | 1919                | 1920              | турецкие абхазы |
| Мехмет Эсат-паша                                     | 1920                | 1920              | турок           |
| Кара Мехмед Саид-паша                                | 1920                | 1920              |                 |
| Чакаджы Ахмед Хамди-паша                             | 1920                | 1920              |                 |
| Салих Хулуси-паша (третий раз; ранее великий визирь) | 1920                | 1921              | турецкие абхазы |
| Зия Кутнак                                           | 1921                | 1921              | турок           |
| Салих Хулуси-паша (четвёртый раз)                    | 1921                | 1922              | турецкий абхаз  |